# Echo modesta
Echo modesta är en trollsländeart som beskrevs av Harry Hyde Laidlaw, Jr. 1902. Echo modesta ingår i släktet Echo och familjen jungfrusländor. IUCN kategoriserar arten globalt som livskraftig. Inga underarter finns listade i Catalogue of Life.